# Fernando González Martín
Fernando González Martín (Galicia, 1939 - Madrid, 18 de julio de 1980) fue un escritor, periodista y abogado español.

## Biografía
Colaborador del semanario Triunfo, fundó y fue miembro de la redacción de Historia Internacional. Fue director adjunto del semanario Reporter y redactor en jefe del diario madrileño Informaciones.
También colaboró en otros medios de comunicación como El País, Posible, Doblón o Radio Nacional.
Publica en 1977 su primera novela que es de carácter satírico, Memorias de un fascista español. Como si fuera una premonición, el protagonista de la novela pone fin a sus días un 18 de julio, precisamente el día en que él falleció en 1980. En 1978, publica un ensayo sobre la naturaleza africanista del franquismo, Liturgias para un Caudillo, editado por Cambio 16.
Su interés por el mundo árabe se inició a raíz de su estancia en Ceuta donde cumplió el servicio militar.
Su tercer libro es su más conocido. Se trata de Kábila publicado en 1980 pocos meses antes de su fallecimiento. Esta novela se aproxima al mundo norteafricano a través de la guerra del Rif (1921-1927), en la que se embarcaron los sucesivos gobiernos españoles para consolidar el Protectorado de Marruecos. El personaje principal de la novela es un marroquí que de adolescente odia las tropas coloniales españolas, antes de convertirse en soldado de las tropas Regulares, tener un papel importante en la represión de la Revolución de Asturias de 1934 y acabar en un puesto de mando destacado del ejército de Franco.
Fernando González falleció por un cáncer en julio de 1980. Gregorio Morán le dedicó su libro Los españoles que dejaron de serlo en 1982 (la dedicatoria es la siguiente: "A Fernando González, el inolvidable autor de Kábila. Se lo llevó un cáncer cuando pensaba que el mundo iba a cambiar y que él podría verlo").

## Obras
- Memorias de un fascista español, 1977.
- Liturgias para un Caudillo, 1978.
- Kábila, editorial Debate, 1980.